# 切萨雷·波吉亚
切萨雷·波吉亞（義大利語： [ˈtʃeːzare ˈbɔrdʒa, ˈtʃɛː-]；巴倫西亞語： [ˈsɛzaɾ ˈbɔɾdʒa]；西班牙語： [ˈθesaɾ ˈβoɾxa]；1475年9月13日或1476年4月－1507年3月11日），瓦倫提諾公爵，是位義大利文藝復興時期的軍官、貴族、政治人物和紅衣主教（樞機）；是教宗亞歷山大六世與情婦瓦諾莎·卡塔內之子。切薩雷即為凱薩之意，與古羅馬的征服者凱薩同名，意大利语发音为切薩雷。
切薩雷少年出家，年紀輕輕晉為紅衣主教。1498年弟弟喬凡尼逝世以後，切薩雷還俗，成為天主教會史上第一位在任內辭職的紅衣主教。隨後其父將教宗國內的一部份領土分賜給他做領地。他才幹過人，為人殘忍，深通權術，在當時名噪一時，成為義大利中部霸主，惟其父逝世後，切薩雷遭到新任教皇儒略二世整肅，禁錮於西班牙，越獄後成為納瓦拉的国王胡安三世的將領，後在任內戰死。

## 波吉亞家族
切薩雷·波吉亞的家族來自西班牙瓦倫西亞王國；家族於十五世紀中葉起，開始顯赫。這是由於切薩雷的曾叔祖，曾任瓦倫西亞主教的阿方索·波吉亞（Alfonso Borgia）被選舉為教宗嘉禮三世（1455年至1458年期間在位）之故。切薩雷的父親教宗亞歷山大六世是第一位公開承認自己與情人有子嗣的教宗。

## 早年
切薩雷首先受推薦而進入羅馬教廷。15岁时，被授命為西班牙一個教區的主教，並長期於義大利比薩受教育。18岁时，因父親榮任教宗而升任樞機。亞歷山大六世原本冀望切薩雷之弟，即身任教宗國軍事統帥的乔瓦尼·波吉亚，能負起榮耀全家族的責任。惟乔凡尼死於1497年，一場令人啟疑的事件中（有幾位同時代的人提示到切薩雷是事件的策劃人）。隨著乔凡尼之死，切薩雷被父親任命為教宗國的軍事統帥。
1498年8月17日，他自請還俗卸下神職，是天主教會史上第一位主動請辭的神職人員。同日，法國國王路易十二冊封切薩雷為瓦倫提諾公爵（Duc de Valentinois），封地於瓦朗斯；『瓦倫提諾』即是波吉亞家族的發跡地－瓦倫西亞的暱稱。

## 軍事生涯
切薩雷的軍事生涯起於父親將影響力遍及軍隊的能力，這層影響力，後來由於切薩雷與法國公主的婚姻而加強。另外，這樁婚事與法國謀取北義大利的戰略相關。1499年，法國入侵義大利，切薩雷陪同法國國王路易十二進入米蘭城。
另一方面，教宗亞歷山大六世則希冀經由這起戰事，使北義大利的一部份成為切薩雷的領國。因此，在路易十二入主米蘭後，教宗便宣布北義大利兩個教區的副主教被革職。名義上，當地須聽命於教宗，惟實際上，當地政權已獨立於或不從屬教宗有歷代之久。然而，由於當地政界和宗教界在生活上的敗壞，使得公民視切薩雷的到來標誌著一種大進展。
後來，切薩雷被任命為教宗國的軍事統帥，並統轄著傭兵部隊。這包括了300名騎兵和由法國國王派遣而至的4,000名瑞士衛兵團。
喬凡尼·斯福爾扎（切薩雷之妹魯克蕾齊亞·波吉亞的第一任丈夫）被逐出佩萨罗王国以後，繼任的君主阿斯托雷三世·曼弗雷迪因切薩雷之命而被淹死於提貝河。但是切薩雷在暗殺他以前，一度提請任命他為羅馬涅公爵。只是在這過程中，皮翁彼諾被併入切薩雷的領地。
1499至1503年間，是切薩雷權力的巔峰。由於他的權勢及非凡才幹（或許還有那些殘忍手段），以及背後強硬的後台（法國國王以及教宗父親），整個義大利半島對他的名字望而生畏。公爵带领着一支小的雇佣军，在短时间內即将教宗国中的其他封建势力驱逐出去並確立教宗集權體制，1417年達成了天主教會大分裂結束後，歷任教宗80多年來朝思暮想的盼望（此前教宗對羅馬涅和教宗國只有名義上的封建領主權，教宗國實際上四分五裂、群雄割據），同時也使他的权力迅速增长、威震八方。至1501年，切薩雷已征服弗利、佩薩羅、里米尼、法恩扎並且被封為羅馬涅公爵；1502年，切薩雷·波吉亞強迫李奥纳多·達文西為军队工程师；在同年的烏爾比諾叛亂中他被叛軍擊敗，但立刻與法王路易十二結盟並獲得法軍援助、迅速收復了失地，年底以殘忍的方式處死一大批雇傭軍隊長（亦是義大利中部各城的小執政官），例如被身裂兩段的拉米羅·德·洛卡（Ramiro de Lorca）。這一慘案傳開後，義大利中部的其他小王公紛紛出逃；至1503年中，切薩雷不只佔領卡斯泰洛城、佩魯賈，更試圖當上托斯卡納執政官（其領地包圍住佛羅倫斯），他已稱霸於義大利中部。

## 失势和结局
1503年8月，他父亲教宗亚历山大六世去世后，切薩雷·波吉亞也在同時病倒，無力反應，父親之死標誌他開始失势。新教皇庇護三世即位不到一個月即駕崩。隨後由儒略二世當選。切薩雷的冤家在新教宗儒略二世的允许下將他逮捕，而切薩雷在羅馬涅的領地都被儒略二世給據為己有。儒略二世之前為了當選教宗，向切薩雷和波吉亞家族許下了一大堆諾言，之後卻全部反悔。
1504年切薩雷·波吉亞被流放到西班牙。两年后，他从西班牙的监狱里逃脱，後來再与他的大舅子、納瓦拉的国王胡安三世联盟，成为納瓦拉国王手下的军官。1507年於比亚纳，他在一次替國王攻擊反叛者的戰鬥中，中了敵人的圈套而阵亡，年僅三十一歲。

## 遗体
切萨雷·波吉亚最初埋葬在胡安三世下令建造的大理石坟墓中，位于比亚纳的圣玛利亚堂的祭坛，那里是圣雅各朝圣之路的一站。在16世纪，蒙多涅多的主教安东尼奥·德·格瓦拉根据记忆中发表了他在参观教堂时在坟墓上看到的东西。多年来，这个墓志铭在措辞和外观上经历了几次变化，今天最常引用的版本是18世纪神父和历史学家弗朗西斯科·德·阿莱森出版的版本。上面写着
| -{Aquí yace en poca tierra el que todo le temía el que la paz y la guerra en su mano la tenía. Oh tú que vas a buscar dignas cosas de loar: si tú loas lo más digno, aquí pare tu camino, no cures de más andar.}- | 虽然这里只有一小片土地 但是他是每个人都害怕的人， 和平与战争 都握在他的手中。 哦，你们前来寻找 值得赞美的东西， 如果你要赞美最值得赞美的 就在这里停下你的脚步 你不需要走得更远。 |

波吉亚跟阿拉贡的斐迪南二世過節甚深，兩人曾經兵戎相見。1512年斐迪南的军队占领纳瓦拉后，波吉亚的坟墓在1523年至1608年之间的某个时候被毁，在此期间，圣玛丽亚教堂正在进行翻新和扩建。传统认为，卡拉奧拉主教认为将堕落者葬在教堂里很不恰当，因此有此机会，就要将其坟墓拆除，将波吉亚的遗骨埋到教堂前的街道上，被所有走过的行人踩踏。
维森特·布拉斯科·伊巴涅斯在《维纳斯》一文中写道，当时的主教把波吉亚的遗体徙出圣玛丽亚教堂，因为他的父亲被亚历山大六世禁錮到死。多年来，这些遗骨都散失了，尽管事实上当地传统仍然相当准确地标出它们的位置，关于波吉亚的死和幽灵的民间传说也不断出现。事实上，这些遗骨被挖掘了两次，又被当地和外国历史学家重新埋葬。第一次挖掘是在1886年，由法国历史学家查尔斯·伊里亚特进行，寻找臭名昭著的切萨雷·波吉亚的埋葬之地，他也出版了关于波吉亚的作品。1945年，波吉亚第二次被发掘出来后，他的遗骨由外科医生和波吉亚爱好者维多利亚诺·朱阿里斯蒂进行了相当长时间的法医检查，检查结果与19世纪进行的初步检查一致。有证据表明这些骨头属于波吉亚。
切萨雷·波吉亚的遗体后来被送至比亚纳市政厅，就在圣玛利亚堂对面，直到1953年。 然后，被葬在圣玛丽亚教堂门外，不再在街上，有被踩踏的直接危险。在上面放置了一块纪念石，翻译成英文，宣布波吉亚为教宗和纳瓦拉部队的将军。1980年代末，发起了一场运动，要将波吉亚的遗体再挖出来，放回圣玛丽亚教堂，但这一提议最终被教会官员拒绝，因为最近裁定，除了教宗或枢机主教，不允許入内安葬。由于波吉亚已经還俗，不再是出家人，因此决定把他的遗骨搬进教堂是不合适的。据报道，潘普洛纳总主教费尔南多·塞瓦斯蒂安·阿吉拉尔在50多年的请愿之后将会默许，波吉亚的遗体最终将于2007年3月11日，即他去世500周年的前一天搬回教堂，但总主教发言人宣布，教会不会授权任何此类做法。当地教会表示，“我们不反对遷入他的遗体。无论他生前做了什么，现在都应该得到原谅。”

## 毒藥公爵
切薩雷·波吉亞是一个殘忍的暴君。他先邀请敌人参加宴会，然后伏兵来杀害敌人。他也會使用托法娜仙液，慢慢毒殺敵人。
甚至早在1497年，就有傳聞指稱切薩雷謀害了自己的兄弟喬瓦尼·波吉亞，因為切薩雷似乎是整件事情的最大獲益者。當時，亞歷山大六世打的算盤是長子喬瓦尼掌握軍隊，而次子切薩雷則要繼他之後，成為掌握基督教世界的教宗，然後使義大利成為波吉亞家族的天下。然而，亞歷山大六世將整個家族的希望，寄託在握有武力的喬瓦尼身上。如此一來，喬凡尼就理所當然的成為切薩雷征伐之路上的阻礙。無論，切薩雷是否主導了這一次的刺殺，無庸置疑的，是喬瓦尼之死使他得以踏上所期盼已久的征伐之路。關於這個刺殺事件，尚有一種浪漫的解釋，即整件事情是始自於一個女人，亞拉岡的珊莎公主。她是切薩雷最小的弟弟喬佛里·波吉亞的妻子，亦是喬瓦尼和切薩雷兄弟的情婦。由於忌妒和爭風吃醋，而導致了這個血腥的結果。
切薩雷的第一任妹夫，佩薩羅君主，喬凡尼·斯福爾扎称切薩雷和他的父亲与他的妹妹魯克蕾齊亞·波吉亞之间亂倫。但也可能是以此谣言来报复切薩雷，因为自己的阳痿，導致後來和切薩雷的妹妹离婚。

## 馬基維利評價
尼可洛·馬基維利在《君王论》對切薩雷毫不吝嗇地給予高度讚賞。在《君王論》中就有這樣一段話：「當我回顧公爵的一切行動之後，我認為他不但沒有可以非難之處，更讓我覺得應當像我在上面提出的把公爵提出來，讓那些由於幸運或者依靠他人的武力而取得統治權的一切人傚法，因為他具有至大至剛的勇氣和崇高的目的，他只能採取這種行動，捨此以外，別無他路，只是由於亞歷山大六世的短命和他本人正在病重，才使他的鴻圖終成畫餅。」
切薩雷雖在道德面上種種不堪，但縱觀其一切特質，完全符合馬基維利心目中理想君王所具備的一切條件。即使切薩雷最後失敗了，馬基維利仍在字裏行間流露出對切薩雷的憐憫和遺憾，可見馬基維利對于切萨雷是有多麼讚賞。
「所以，如果一個人認為，為了確保他的新的王國領土安全免遭敵人侵害，有必要爭取朋友，依靠武力或者詐欺以得勝，使人民對自己又愛又怕，使軍隊對自己又敬又畏，把那些能夠或者勢必加害自己的人們消滅掉，採用新政策把舊制度加以革新，既有嚴峻一面又能使人感恩，要寬宏大量且慷慨好施，要摧毀不忠誠的軍隊，創建新的軍隊。也要與各國王公保持友好，使他們不得不慇慇勤勤地幫助自己，或者誠惶誠恐地不敢得罪自己，那麼，他再也找不到比公爵這個人的行動，更生動的範例了。」

## 现代评价
当时他的政敌对波吉亞家族整体的看法非常負面。他们认为这个从西班牙来的家族，对意大利传统的老家族有威脅性。此外切薩雷·波吉亞本人的巨大战果也使许多意大利贵族相形失色。

## 大众文化
切萨雷·波吉亚曾在多部历史背景的小说，电影，电视剧，游戏等作品中出现。

### 小说

瓦倫提諾公爵徽章

- 《The Life of Cesare Borgia》
- 《The Family》
- 《天之炽》

### 漫畫
- 《花冠安琪兒》
- 《禁斷毒天使》

### 电视剧
- 《波吉亚家族》

### 游戏
- 《刺客信条：兄弟会》

## 外部連結
- The Life of Cesare Borgia by Raphael Sabatini in "btm" format
- Niccolò Machiavelli. . classicreader.com.   [2010-07-05]. （原始内容存档于2008-07-06）.
- Niccolò Machiavelli. . The Prince. classicreader.com.   [2010-07-05]. （原始内容存档于2008-12-03）.
- Sarah Bradford. . The Prince. www.encyclopedia.com.   [2010-07-05]. （原始内容存档于2009-06-03）.
- Paul Teverow. . The Prince. EbscoHost.

| 前任者： 無                          | 瓦倫提諾公爵 1498–1507 | 繼任者： 路易絲·波吉亞               |
| 前任者： 奧塔維亞諾·里奧里歐         | 弗利 君主 1499–1503    | 繼任者： 安東尼奧二世·奧德拉弗       |
| 前任者： 奧塔維亞諾·里奧里歐         | 伊莫拉君主 1499–1503   | 合併至教宗國                         |
| 前任者： 喬凡尼·斯福爾扎             | 佩薩羅君主 1500–1503   | 繼任者： 喬凡尼·斯福爾扎             |
| 前任者： 潘多爾福四世·馬拉泰斯塔     | 里米尼君主 1500–1503   | 繼任者： 潘多爾福四世·馬拉泰斯塔     |
| 前任者： 雅可波四世                  | 皮翁比諾君主 1501–1503 | 繼任者： 雅可波四世                  |
| 前任者： 阿斯托雷三世·曼弗雷迪       | 法恩扎君主 1501–1503   | 繼任者： 阿斯托雷四世·曼弗雷迪       |
| 前任者： 圭多巴爾多一世·蒙特費爾特羅 | 烏爾比諾公爵 1502–1503 | 繼任者： 圭多巴爾多一世·蒙特費爾特羅 |